# تریکم، شهرستان کلیبرن، آلاباما
تریکم (به انگلیسی: Trickem) یک منطقهٔ مسکونی در ایالات متحده آمریکا است که در آلاباما واقع شده است. تریکم ۳۲۳٫۰۹ متر بالاتر از سطح دریا قرار دارد.